# Ectoedemia pilosae
Ectoedemia pilosae là một loài bướm đêm thuộc họ Nepticulidae. Nó được miêu tả bởi Puplesis năm 1984. Nó được tìm thấy ở vùng Viễn Đông Nga.
Ấu trùng ăn Agrimonia pilosa.